# Wolff-Parkinson-Whiteov sindrom
Wolff–Parkinson–Whiteov sindrom (sindrom WPW, WPW-sindrom) je preekscitacijski sindrom srčnih prekatov (ventriklov) zaradi dodatne (akcesorne) poti, imenovane Kentov snop. Ta dodatna pot je anomalna električna povezava od preddvorov (atrijev) do prekatov. Sindrom WPW je oblika atrioventrikularne krožeče tahikardije.
Incidenca sindroma WPW v splošnem prebivalstvu znaša od 0,1% do 0,3%.
Čeprav večina oseb s Kentovim snopom ostane vse življenje asimptomatična, spremlja sindrom nevarnost nenadne smrti. Nenadna smrt zaradi sindroma WPW je redka (incidenca manj kot 0,6%) in je posledica učinka dodatne poti na tahiaritmije pri teh osebah.